# Київське намісництво
Ки́ївське намі́сництво (рос. Киевское наместничество) — адміністративно-територіальна одиниця в Російській імперії в 1781–1796 роках. Адміністративний центр — Київ. Створене 16 (27) вересня 1781 року з частини першої Малоросійської губернії. Складалося з 11 повітів. 1796 року розділене між новоутвореними Київською і Малоросійською губерніями.

## Історія
Утворене за указом імператриці Катерини II від 16 вересня 1781 року після ліквідації автономії Гетьманщини на Лівобережній Україні та її полково-сотенного адміністративно-військового устрою.
До складу намісництва була включена територія Київського, Переяславського, Лубенського та Миргородського полків.
Адміністративним центром намісництва було місто Київ, в якому знаходилось намісницьке правління на чолі з намісником — вища ланка царської адміністрації на території Київського намісництва. Намісник призначався безпосередньо імператрицею.
Київське намісництво разом з Чернігівським та Новгород-Сіверським намісництвами становило Малоросійське генерал-губернаторство, на чолі якого було поставлено генерал-фельдмаршала П.Румянцева-Задунайського.
Під час Другого поділу Речі Посполитої до Київського намісництва були приєднані прикордонні землі Київського воєводства Речі Посполитої. На цих землях були утворені Рожівська, Білоцерківська та Богуславська округи.
Указом від 29 жовтня 1796 року в складі Київського намісництва на Правобережжі було утворено п'ять повітів: Канівський повіт, Корсунський повіт, Богуславський повіт, Васильківський повіт, Димерський повіт. Але ця реформа так і не була вповні реалізована, оскільки вже 12 грудня 1796 року Київське намісництво було ліквідоване іменним указом імператора Павла I. Лівобережні землі, що входили до нього, передані в Малоросійську губернію. А до новоутвореної Київської губернії увійшли землі на правому березі Дніпра, більшість із яких до 1793 року перебувала у складі Речі Посполитої.
29 серпня 1797 року межі нових губерній були затверджені указом російського сенату і Київське намісництво остаточно припинило існувати.

## Повіти
1. Голтвянський повіт (Говтва)
2. Градизький повіт (Градизьк)
3. Золотоніський повіт (Золотоноша)
4. Київський повіт (Київ)
5. Козелецький повіт (Козелець)
6. Лубенський повіт (Лубни)
7. Миргородський повіт (Миргород)
8. Остерський повіт (Остер)
9. Переяславський повіт (Переяслав)
10. Пирятинський повіт (Пирятин)
11. Хорольський повіт (Хорол)

## Карти

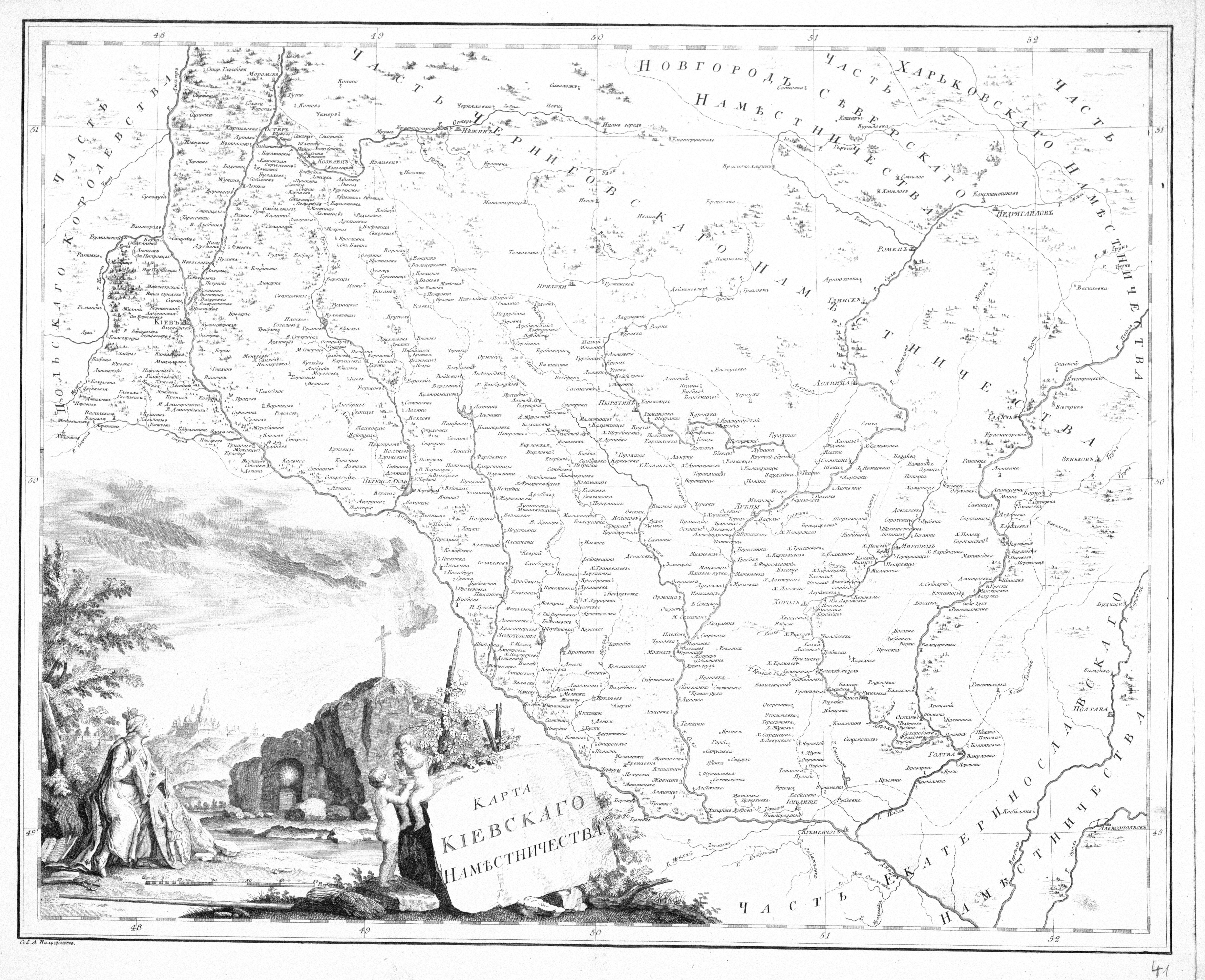
Російський атлас 1792
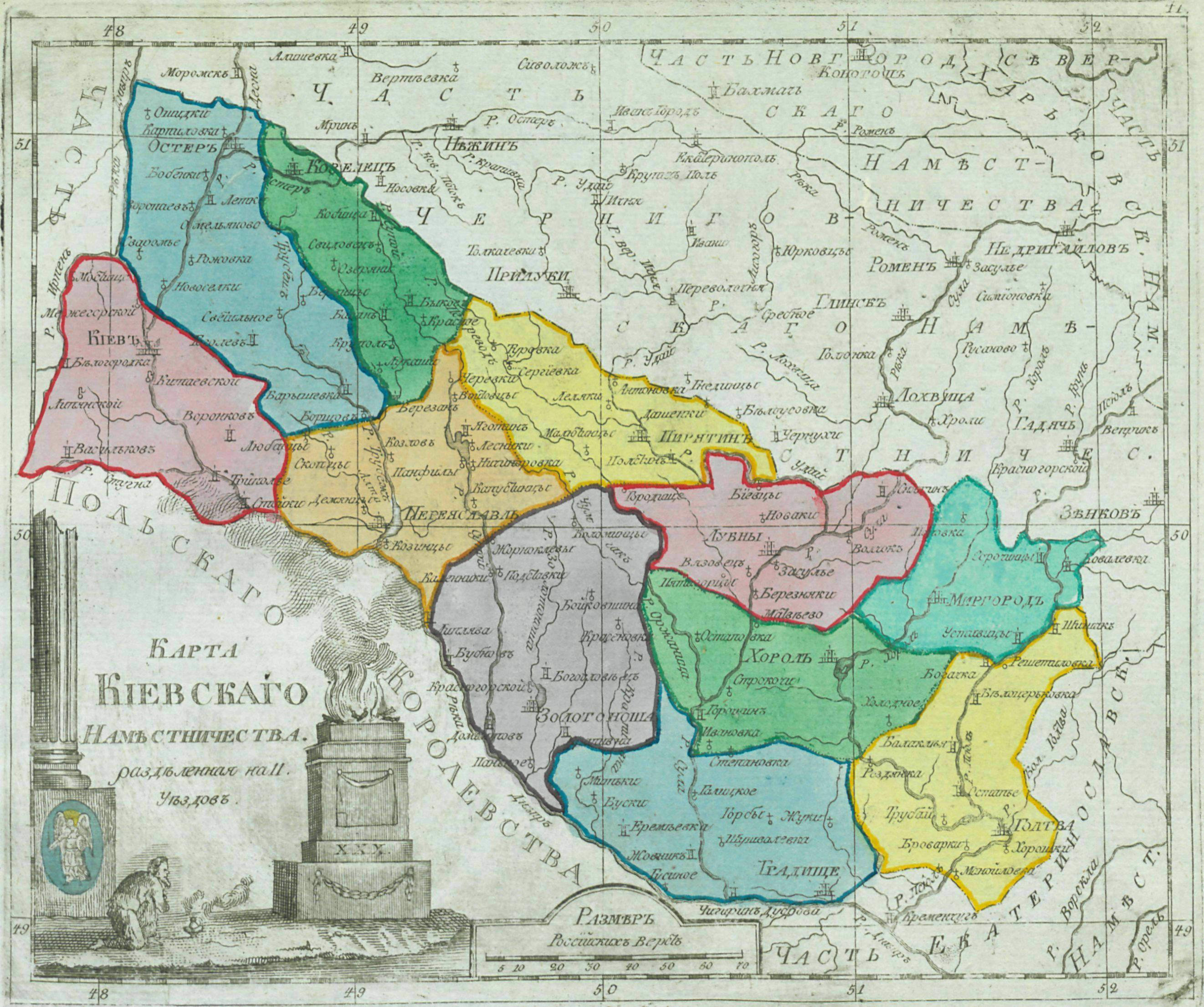
Атлас Російської імперії 1792
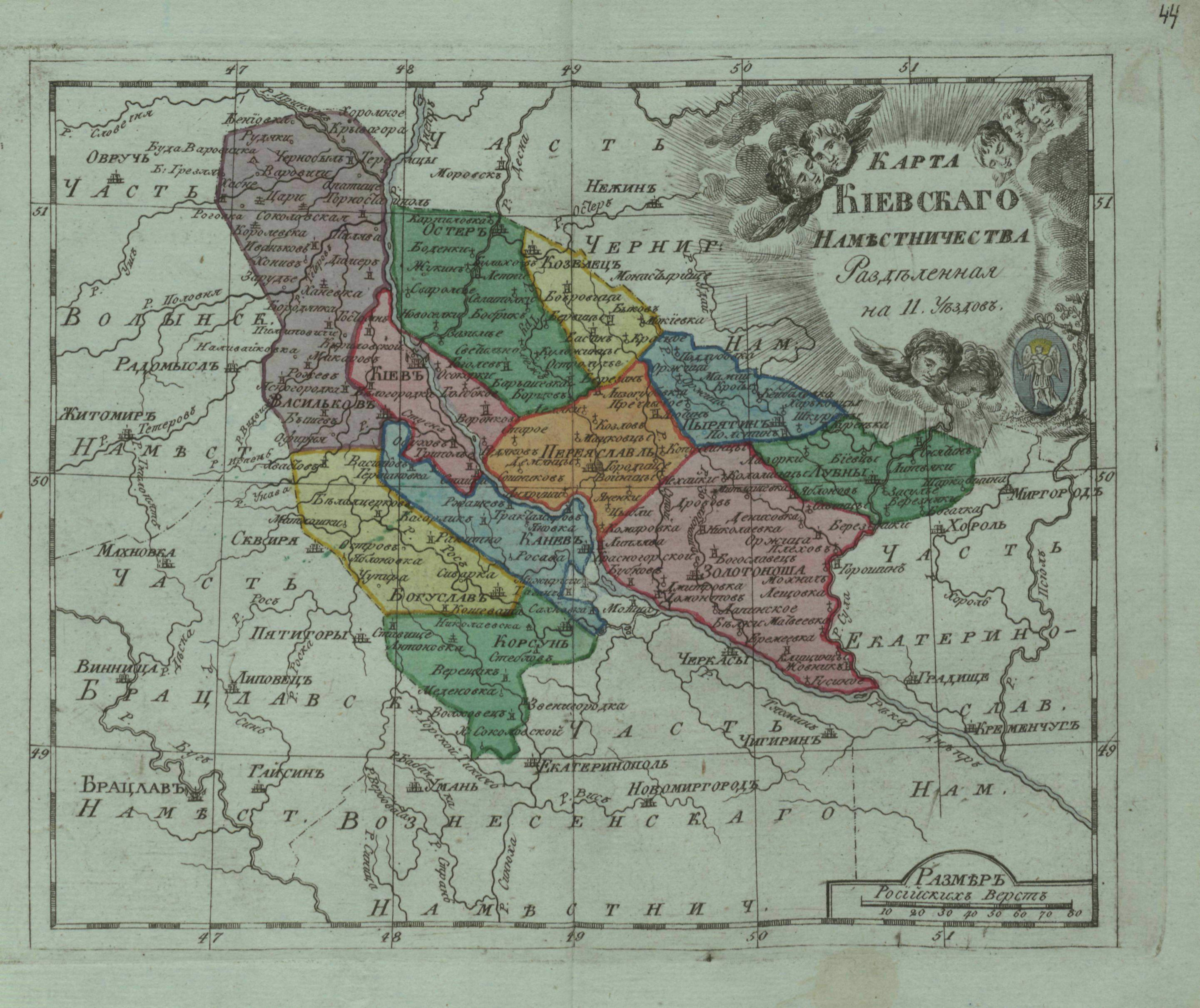
Атлас Російської імперії 1796